# بخش شوسف
بخش شوسف، یکی از بخش‌های شهرستان نهبندان در استان خراسان جنوبی ایران است.

## تقسیمات کشوری
- بخش شوسف
  - دهستان شوسف
  - دهستان گرم تمام ده

شهر: شوسف

## جمعیت
بر پایه سرشماری عمومی نفوس و مسکن در سال ۱۳۹۵ جمعیت این بخش ۱۲٬۴۳۹ نفر (در ۳٬۷۲۶ خانوار) بوده‌است.